# Sim Eun-kyeong
Dans ce nom coréen, le nom de famille, Sim, précède le nom personnel.
Sim Eun-kyeong ou Shim Eun-kyung pour les anglophones (심은경) est une actrice sud-coréenne, née le 31 mai 1994 à Séoul.

## Biographie
Sim Eun-Kyeong est née le 31 mai 1994 à Séoul.
Elle débute à neuf ans dans une série télévisée The Woman Who Wants to Marry (결혼하고 싶은 여자, diffusée sur MBC en 2004, ce qui lui fait d'elle une des meilleures jeunes actrices de sa génération. Elle apparaît dans un film tiré d'un conte horrifique Hansel and Gretel (헨젤과 그레텔) de Lim Pil-seong en 2007, après avoir été récompensée comme meilleure jeune actrice dans une série télévisée intitulée Hwang Jini (황진이).

## Filmographie

### Films
- 2004 : Thomas Ahn Jung-geun (도마 안중근) de Seo Se-won
- 2007 : Hansel and Gretel (헨젤과 그레텔) de Lim Pil-seong : Kim Yeong-hee
- 2009 : Possessed (불신지옥) de Lee Yong-joo : So-jin
- 2010 : A Night on Earth (court-métrage)
- 2010 : Happy Killers (반가운 살인자) de Kim Dong-wook : Kim Ha-rin
- 2010 : Quiz King (퀴즈왕) de Jang Jin : Kim Yeo-na
- 2011 : Romantic Heaven (로맨틱 헤븐) de Jang Jin : Kim Boon-yi
- 2011 : Sunny (써니) de Kang Hyeong-cheol : Na-mi
- 2012 : Masquerade (광해, 왕이 된 남자) de Choo Chang-min : Sa Wol-i
- 2014 : Miss Granny (수상한 그녀) de Hwang Dong-hyeok : Oh Doo-ri
- 2016 : Dernier train pour Busan (부산행) de Yeon Sang-ho : la fille en fuite
- 2018 : Psychokinesis (염력) de Yeon Sang-ho : Roo-mi
- 2018 : The Princess and the Matchmaker (궁합) de Hong Chang-pyo : la princesse Songhwa

### Séries télévisées
- 2004 : Jang Gil San (장길산) : Bong-soon
- 2004 : The Woman Who Wants to Marry (결혼하고 싶은 여자 : Lee Shin-yeong
- 2004 : Sweet Buns (단팥빵) : Han Ka-ran
- 2005 : I Love You, My Enemy (사랑한다 웬수야) : Kim Ga-ram
- 2005 : Emperor of The Sea (해신) : une jeune étudiante
- 2005 : A Typhoon in that Summer (그 여름의 태풍) : Kang Soo-min
- 2005 : Lovers in Prague (프라하의 연인)
- 2006 : Hwangjin-i (황진이)
- 2006 : Drama City (드라마 시티) : Nim-yi
- 2006 : 641 Family (641 가족) : Jin Dal-rae
- 2006 : Hwang Jini (황진이) : Hwang Jini
- 2007 : Legend (태왕사신기) : Ji-ni
- 2008 : Women in the Sun (태양의 여자) : Do-yeong
- 2009 : My Dad Loves Trouble (경숙이경숙아버지) : Jo Kyeong-sook
- 2009 : Tae Hee, Hye Kyo, Ji Hyun (태희혜교지현이) : elle-même
- 2010 : Merchant Kim Man Deok (거상 김만덕) : Kim Man-deok
- 2010 : Bad Man (나쁜남자) : Moon Won-in

### Doublage
- 2011 : Earth Rep Rolling Stars (지구대표 롤링 스타즈) de Lim Sang-joon : Soo-ji

## Distinctions

### Récompenses
- KBS Drama Acting Awards 2006 : Meilleure jeune actrice pour Hwang Jini (황진이)
- KBS Drama Acting Awards 2008 : Meilleure jeune actrice pour Women in the Sun (태양의 여자)
- Grand Bell Awards 2011 : Meilleure actrice dans un second rôle pour Romantic Heaven (로맨틱 헤븐)